# Гузман, Яков Наумович
Яков Наумович (Нафтулович) Гузман (13 мая 1913, Житомир — февраль 1990, Москва) — советский архитектор, специалист по проектированию общественных зданий. Лауреат премии Совета Министров СССР (1975).

## Биография
Я. Н. Гузман родился 13 мая 1913 года в Житомире (ныне Украина). Окончил архитектурный факультет Одесского строительного института. В 1940 году окончил Факультет архитектурного усовершенствования Московского архитектурного института. Работал вместе с такими видными архитекторами своего времени как В. Д. Кокорин, Г. П. Гольц, Л. В. Руднев, М. Я. Гинзбург, А. В. Власов, А. Ф. Хряков. В годы Великой Отечественной войны принимал участие в проектировании и строительстве крупного оборонного завода, за что был удостоен грамоты Президиума Верховного Совета республики.
В 1945 году вступил в Союз архитекторов СССР. Принимал участие в проектировании Сталинских высоток. Затем работал на строительстве Дворца культуры и науки в Варшаве, спроектировал ресторан для зала конгрессов. За это был награждён памятной медалью ПНР. 
Я. Н. Гузман длительное время работал главным архитектором проектов в мастерской № 4 Моспроекта-3, возглавлял бригаду архитекторов. Принимал участие в проектировании и строительстве стадиона имени В. И. Ленина в Лужниках, санатория в Ессентуках, жилого дома в Кисловодске, жилых комплексов в Волгоградском районе Москвы, больниц, кинотеатров, жилых домов на Ленинском проспекте. 
В 1970-х годах бригада Я. Н. Гузмана занималась строительством в районе Лесопаркового защитного пояса: в Одинцовском и Ленинском районах Московской области. В частности, было построено здание горкома КПСС и исполкома горсовета в Одинцове (2-я премия и диплом Госстроя), здание клуба-столовой для дома творчества писателей в Переделкине (почётный диплом Госстроя).
Созданный Я. Н. Гузманом проект застройки центральной усадьбы совхоза «Московский» (начало 1970-х; совместно с К. Бравиным) оценивался как один из наиболее заметных советских образцов градостроительного решения посёлка. Он был удостоен 2-й премии и медали ВДНХ на всесоюзном конкурсе-смотре. Построенный в 1974 году по его проекту лабораторный корпус Московской городской станции переливания крови (улица Поликарпова, 14; совместно с К. М. Бравиным) был отмечен премией Совета Министров СССР 1975 года. Этот корпус стал прототипом схожих сооружений как в Москве, так и в других городах.
В 1988 году вышел на пенсию. Умер в начале февраля 1990 года от инсульта.
Жил в Москве по адресу: Семёновский Вал, дом 10.